# Serra de Cardó
La serra de Cardó és una formació muntanyosa que forma part de la Serralada Prelitoral, al Baix Ebre.

## Particularitats

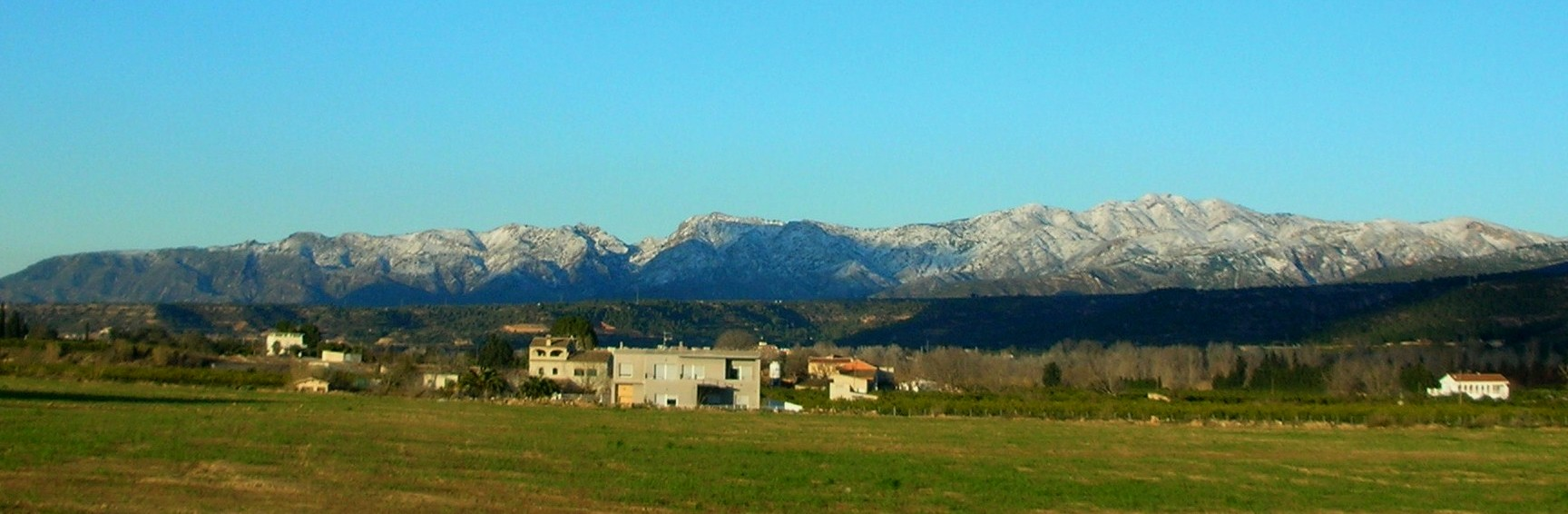
La serra de Cardó amb neu vista des del sud

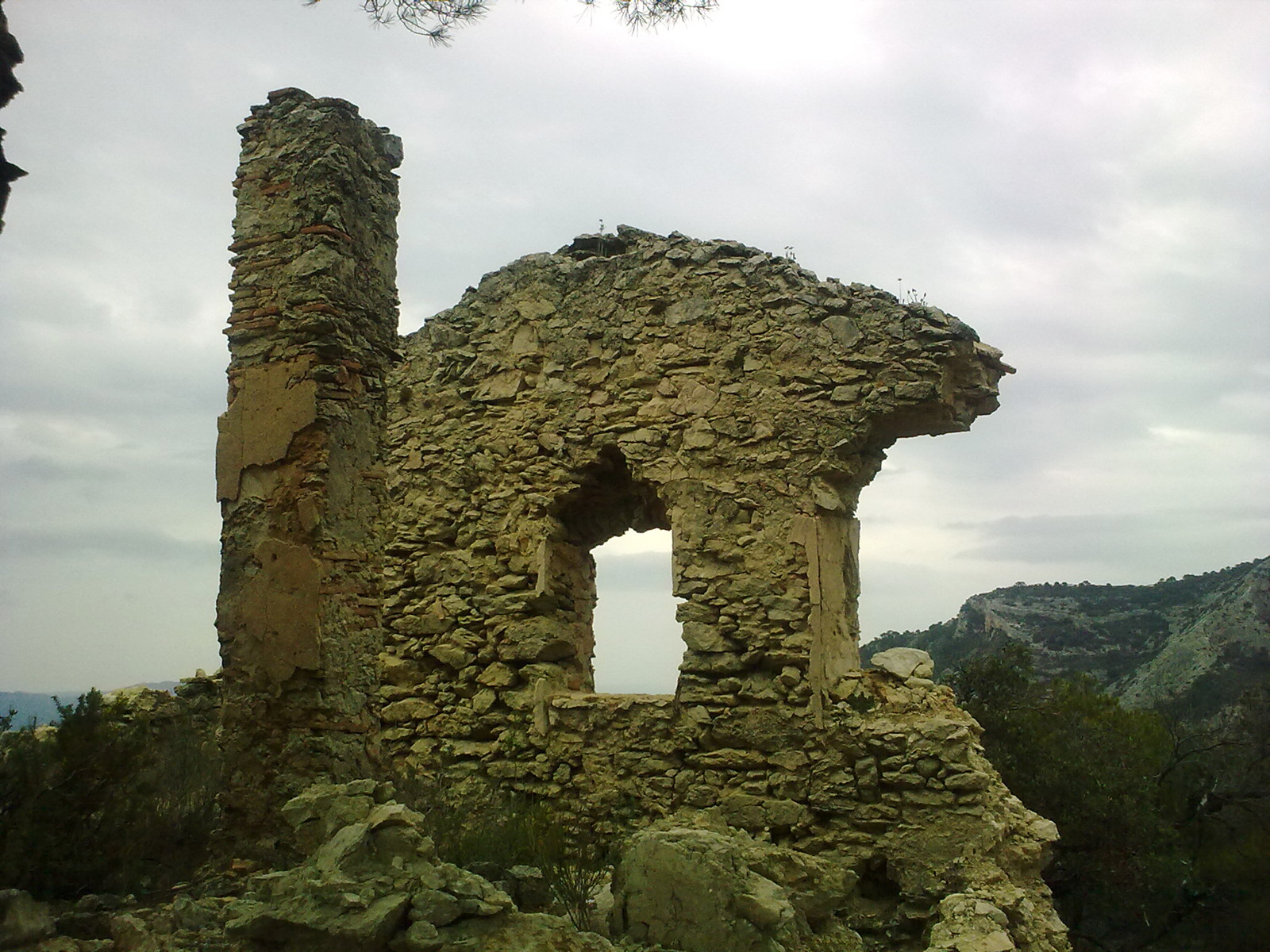
Ermita de Sant Onofre, ermita abandonada a la serra de Cardó

Forma, juntament amb la Serra del Boix, el Massís de Cardó. Aquest encaixa al nord i a l'est la cubeta de Móra (Ribera d'Ebre i Priorat), i tanca, passada la plana del Burgar (el seu límit oriental), la Serra de Tivissa (Ribera d'Ebre); a l'oest davalla fins a l'Ebre, i al sud i al sud-est és continuada per les serres de la Capcida i del Boix i els morrals del Cantdelgall o morral de les Nines i de Cabrafeixet i el Montaspre, i al sud del coll d'Alba, per la serra de Collredó, amb les quals constitueix l'anomenat bloc de Cardó.
L'abrupta Vall de Cardó, oberta vers el nord-oest i continuada per la vallada de Costumà, és drenada pel barranc de Cardó, afluent, per l'esquerra, de l'Ebre, poc abans de Benifallet.
La carena culmina a la Creu de Santos (942 m); altres cims importants són la punta de l'Agulla (687 m) i la Picossa (766 m). La serra és travessada per antics camins al coll de Murtero, vers Tivenys i Tortosa, i als portells de Xàquera i de Cosp (o portell de Cardó), vers Rasquera i Móra d'Ebre, fa alhora de partió d'aigües entre l'Ebre i la mar.
Les serres de Cardó-Boix han estat incloses dintre del Pla d'Espais d'Interès Natural (PEIN) de la Generalitat de Catalunya. En plena serra dintre del terme municipal de Benifallet, però amb accés des de Rasquera hom hi troba l'antic balneari de Cardó que en l'actualitat es troba en procés de transformació en centre hoteler.

## Clima
El clima és mediterrani (14 °C de mitjana anual) amb pluges intermèdies (650-700 mm de mitjana anual).

## Llocs d'interès
- Balneari de Cardó, monestir de les Carmelites edificat el 1606 i rehabilitat durant el segle xix com a balneari.[5]